# زلزال بروجرد 1909
زلزال بروجرد 1909 هو زلزالٌ وقعَ في بروجرد في إيران بتاريخ 23 يناير 1909.